# Loonse Hoek
Loonse Hoek is een buurtschap in de gemeente Tilburg in de Nederlandse provincie Noord-Brabant. Het ligt in het noorden van de gemeente, bij de buurtschap Schoorstraat. De naam refereert aan het dorp Loon op Zand en de eveneens nabijgelegen Loonse en Drunense Duinen.
Noord-Brabant: Steden en dorpen      Nederland: Provincies · Gemeenten